# Rule 34 (Film)
Rule 34 (Originaltitel: Regra 34, dt.: „Regel 34“) ist ein Spielfilm von Júlia Murat aus dem Jahr 2022. Das Drama handelt von einer jungen Jurastudentin, die eine Leidenschaft für die Verteidigung von Frauen in Missbrauchsfällen entwickelt. Gleichzeitig führen sie ihre eigenen sexuellen Interessen in eine von Gewalt und Erotik dominierte Welt. Die Hauptrolle übernahm Sol Miranda. Strukturiert ist der Film als eine Reihe von hauptsächlich kurzen Episoden. Der Titel lehnt sich an das Internetphänomen Rule 34 an.
Die Koproduktion zwischen Brasilien und Frankreich wurde Anfang August 2022 beim Locarno Film Festival uraufgeführt, wo sie den Hauptpreis gewann.

## Handlung
Rio de Janeiro in der Gegenwart: Die 23-jährige Jurastudentin Simona ist eine Woman of Color und stolze Feministin. Sie absolviert ihre praktische Ausbildung als Pflichtverteidigerin an der Universität. Auch ist sie Mitglied einer Rechtshilfe-Gruppe, die sich für benachteiligte oder misshandelte Frauen engagiert. In ihrem Privatleben tritt sie als freizügiges Webcam-Model bei Chaturbate in Erscheinung. Simona teilt sich eine Wohngemeinschaft mit Coyote und Lucia und widmet sich dem Kickboxen. Zwischen den dreien herrscht eine ungezwungene, erotische Atmosphäre. Auch steht sie häufig im Online-Kontakt mit ihrer besten Freundin Nat, die im BDSM versiert ist. 
Simona stellt zu ihrer eigenen Überraschung fest, dass sie es mag, rau angefasst zu werden. Ihre sexuellen Interessen führen sie in eine Welt der Gewalt und Erotik, in die sie zum Teil von Coyote begleitet wird. Sie beginnt sich im Verlauf der zweiten Hälfte des Films noch zu steigern. Schon bald hat Simona Sehnsucht nach sadomasochistischen Praktiken und Würgespielen. Sie wird von ihrem eifrigsten Online-Follower „Mr Cock 2020“ dazu gedrängt. Beide einigen sich auch auf eine erste persönliche Verabredung. Am Ende steht „Mr Cock 2020“ vor Simonas Wohnungstür. Es bleibt ungewiss, ob sie dem Gast öffnet.

## Hintergrund
Rule 34 ist der dritte Spielfilm der brasilianischen Regisseurin und Drehbuchautorin Júlia Murat. Der Titel des Films bezieht sich auf die sogenannte Rule 34, ein Meme. Sie besagt, dass im Internet zu allem Vorhandenen Pornografie existierte. Das Projekt war Teil des Co-Production Market der Berlinale 2019. Das Drehbuch verfasste Murat gemeinsam mit Gabriela Capello, Rafael Lessa und Roberto Winter. Für die Hauptrolle der Simona wurde die Filmdebütantin Sol Miranda verpflichtet.
Die Dreharbeiten fanden im Jahr 2020 statt. Nachdem Murat das Geld fehlte, um den Film fertigzustellen, erhielt sie im Juli 2021 im Rahmen des Filmfestivals von Göteborg eine Unterstützung von 35.600 Euro. Das Geld kam vom Audiovisual Fund des Festivals, der auf Initiative von der schwedischen Regierung ins Leben gerufen wurde, um die Demokratie auf der ganzen Welt zu schützen. Der Film ist als eine Reihe von hauptsächlich kurzen Episoden strukturiert.

## Veröffentlichung und Rezeption
Die Premiere von Rule 34 erfolgte am 10. August 2022 beim 75. Filmfestival von Locarno. Die Kritik war gemischt und Murats Regiearbeit wurde nicht zu den herausstechenden Beiträgen im internationalen Wettbewerb gezählt.
Der unabhängige Schweizer Journalist Michael Sennhauser sah einen verspielten, clever argumentierenden Film „mit klar provokativem Einschlag“. Wie beim Wettbewerbsbeitrag I Have Electric Dreams (Tengo sueños eléctricos), der in Locarno drei Auszeichnungen erhielt, spiele es „eindeutig eine Rolle“, dass hinter dem Werk eine Regisseurin stehe. „Genau weil er [der Film] sich in diesem Bereich bewegt, wo die persönliche Freiheit nur so lange funktioniert, wie sie Übergriffigkeit im gegenseitigen Einvernehmen für verhandelbar erklärt“, so Sennhauser.
Denise Bucher (NZZ am Sonntag) befand die Qualität des Films als „nicht sehr gut“. Zwar erzähle das Werk „aus wenig bekannten Perspektiven“, doch sei dessen Struktur „zu repetitiv, das Kontrastieren von kontrollierter und missbräuchlicher Gewalt“ nutze sich ab. „Der politische Hintergrund bleibt blass und wirkt wie eine Rechtfertigung dafür, SM-Praktiken im Kino zu zeigen. Nicht pornografisch, nicht so wie in Fifty Shades of Gray [sic?], sondern als Lebensart“, so Bucher. Regisseurin Murat provoziere, „indem sie den Sadomasochismus, der spielerisch und nach strengen Regeln gelebt wird, direkt neben Aussagen von missbrauchten Frauen stellt. Ihr Film ist ein Akt des Widerstands gegen Brasiliens sehr hohe Femizidrate.“
Giona A. Nazzaro, künstlerischer Leiter des Locarno Film Festivals lobte den Film ebenfalls bei der Preisverleihung. Regra 34 bringe „das brasilianische Kino zurück zur anarchischen Pracht des ‚cinema marginal‘“. Es handle sich um „ein gewagtes und politisches Werk, das ein wichtiges Zeichen setzen“ werde. Der Körper sei „politisch“, so Nazzaro. Der Begriff des Cinema marginal steht für ein „Kino der Randständigkeit“, bei dem die Filmemacher mit geringem finanziellen und technischen Aufwand ab Ende der 1960er-Jahre „schwierige“ Filme über gesellschaftliche Randbereiche drehten, häufig ohne zusammenhängenden Handlungsfaden.
Die Deutsche Presse-Agentur (dpa) nannte die Jury-Entscheidung unter Vorsitz des Schweizer Filmproduzenten Michel Merkt überraschend. Zuvor waren die deutschen Beiträge Human Flowers of Flesh von Helena Wittmann und Piaffe von Ann Oren sowie Mahesh Narayanans indische Sozialstudie Ariyippu, Valentina Maurels I Have Electric Dreams und Hilal Baydarovs Weltuntergangsfilm Balıqlara xütbə zu den herausstechenden Beiträgen im internationalen Wettbewerb gezählt worden.
Auch Neil Young (Screen Daily) sah einen „Überraschungssieger“. Es handle sich „um einen faszinierenden und ehrgeizigen dritter Spielfilm“ und „eine sinnlich-intime Charakterstudie“ von Murat. Newcomerin Sol Miranda zeige eine „starke zentrale Darbietung“ einer „facettenreichen schwarzen Frau […] im geschäftigen Rio de Janeiro“. Sie durchdringe mit ihrem Spiel die didaktischen Tendenzen des Drehbuchs und die als Dialog getarnten theoretischen Abhandlungen. Young kritisierte aber die im Vergleich zu den brandaktuell behandelten Themen „stilistisch konventionellen“ Bilder von Kameramann Leo Bittencourt, die „durchdringend flach im TV-Stil“ gehalten seien und daher auch auf der kleinen Leinwand kaum an Wirkung verlieren würden. Der Höhepunkt des Films sei die letzte, 75-sekündige Einstellung, in der Simonas reales Treffen mit ihrem Online-Follower bevorsteht. Hauptdarstellerin Miranda zeige eine „überzeugende Bandbreite an Emotionen“ und die Nahaufnahme erinnere an Greta Garbo in  Königin Christine (1933), Bob Hoskins in Rififi am Karfreitag (1980) und Mia Farrow in The Purple Rose of Cairo (1985).

## Auszeichnungen
Für Rule 34 erhielt Júlia Murat bei ihrer ersten Wettbewerbseinladung den Goldenen Leoparden, den Hauptpreis des Filmfestivals von Locarno. Es war der zweite Erfolg für das Filmland Brasilien beim schweizerischen Festival nach der Prämierung von Glauber Rochas Land in Trance im Jahr 1967.